# Nurtujõe
Nurtujõe este o arie protejată (arie specială de conservare — SAC, sit de importanță comunitară — SCI) din Estonia întinsă pe o suprafață de 35,2 ha, integral pe uscat.

## Localizare
Centrul sitului Nurtujõe este situat la coordonatele 58°46′19″N 24°35′06″E / 58.7719°N 24.585°E.

## Înființare
Situl Nurtujõe a fost declarat sit de importanță comunitară în aprilie 2004 pentru a proteja un număr necunoscut de specii din flora spontană și fauna sălbatică aflate în arealul zonei. Situl a fost protejat și ca arie specială de conservare în aprilie 2010.

## Biodiversitate
Situată în ecoregiunea boreală, aria protejată conține 5 habitate naturale: Cursuri de apă de la nivel de câmpie la nivel montan, cu vegetație Ranunculion fluitantis și Callitricho-Batrachion, Pajiști aluvionare boreale nordice, Taiga vestică, Păduri fino-scandinave bogate în ierburi cu Picea abies, Păduri caducifoliate de mlaștină fino-scandinave.
La baza desemnării sitului se află un număr nedeclarat de specii protejate.
Pe lângă speciile protejate, pe teritoriul sitului au mai fost identificate 1 specie de plante.